# Joy Global
Joy Global Inc. era una società statunitense che produce macchinari pesanti usati in miniere sotterranee e di superficie. Nel 2017 è stata acquisita da Komatsu Limited ed è stata ribattezzata Komatsu Mining Corp.

## Storia
L'azienda ha avuto i suoi inizi a Milwaukee, nel Wisconsin. A quel tempo, Milwaukee era un centro di produzione di macchinari industriali nella convergenza dei tre fiumi del lago Michigan. Nel 1884, Henry Harnischfeger e Alonzo Pawling fondarono P&H Mining. A Milwaukee, Pawling & Harnischfeger divenne nota come Harnischfeger Corporation dopo la morte di Alonzo Pawling nel 1911. Harnischfeger lanciò una linea di macchine per movimento terra, iniziando con trencher e infine includendo pale e draghe.
Nel 1919 la Joy Mining Machinery fu fondata dal giovane inventore Joseph Francis Joy. Nel 1994, Harnischfeger Industries, Inc. ha acquistato Joy Mining Machinery per $ 1 miliardo in azioni.
La crisi finanziaria asiatica del 1997 ha portato al crollo delle attività di produzione di carta con sede in Indonesia e al successivo inadempimento di numerosi contratti per un valore superiore a $ 5,25 miliardi. Uno di quei contratti per un valore superiore a $ 250 milioni era detenuto dalla controllata 'Beloit Corporation' di Harnischfeger Industries.
Nel giugno 1999 la Harnischfeger Industries ha presentato istanza di fallimento (capitolo 11), da cui è uscita due anni dopo, il 12 luglio 2001, cambiando il nome in Joy Global Inc..
Nel 2011 la società ha acquisito LeTourneau Technologies, la sezione dedicata alle attrezzature minerarie e ai sistemi di perforazione di Rowan Companies. L'acquisizione ha ampliato l'ambito dell'azienda aggiungendo caricatori front-end ad alta capacità per le operazioni minerarie. Alla fine dello stesso anno ha però ceduto l'attività dei prodotti di perforazione LeTourneau a Cameron International.
Nel 2016 Komatsu Limited ha annunciato che avrebbe acquisito Joy Global. L'acquisizione è stata completata nell'aprile 2017: dopo l'acquisizione, la società è stata ribattezzata Komatsu Mining Corp. e tolta dalla borsa.